# Vilhelm Melbye

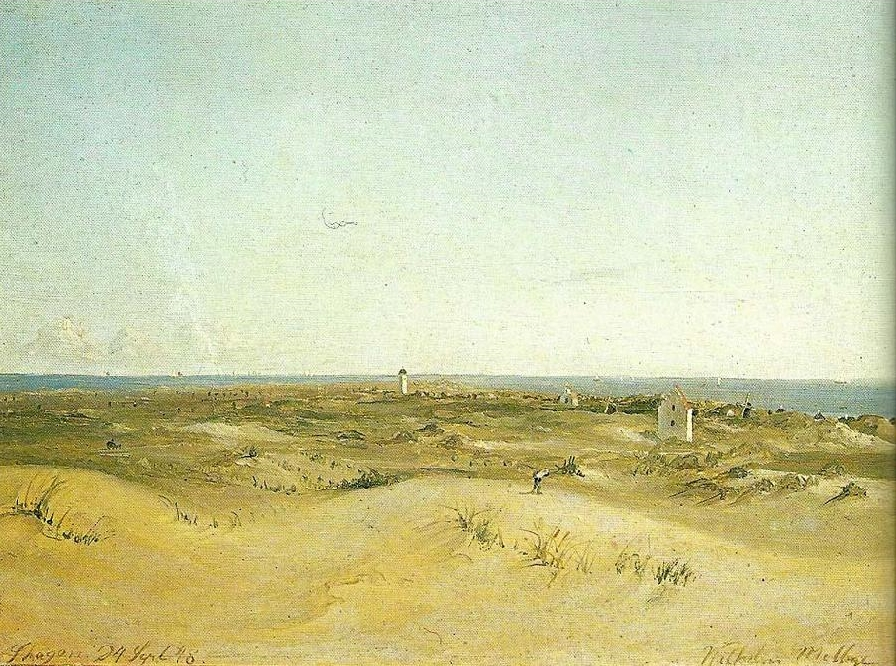
Utsikt över Skagen, 1848.

Knud Frederik Vilhelm Hannibal Melbye, född 14 maj 1824 i Helsingör, död 6 oktober 1882, var en dansk målare. Han var bror till konstnärerna Anton och Fritz Melbye.
Vilhelm Melbye ägnade sig inledningsvis åt handel, men efter att brodern Anton gjorde lycka som målare, slog även han in på samma väg och blev elev till brodern. Från 1844 till 1847 studerade han även vid danska konstakademien. Han började ställa ut 1847, reste därefter till utlandet och bodde i Düsseldorf, Paris och England till 1867, då han återvände till Danmark. Åren 1848–1849 studerade han för Théodore Gudin i Paris. År 1871 blev han ledamot av danska konstakademien och 1880 titulär professor.
Han målade romantiska marinmotiv, till en början från Helsingör och senare även från Skagen, som vann erkännande i Europa.